# Landkreis Liebenwerda

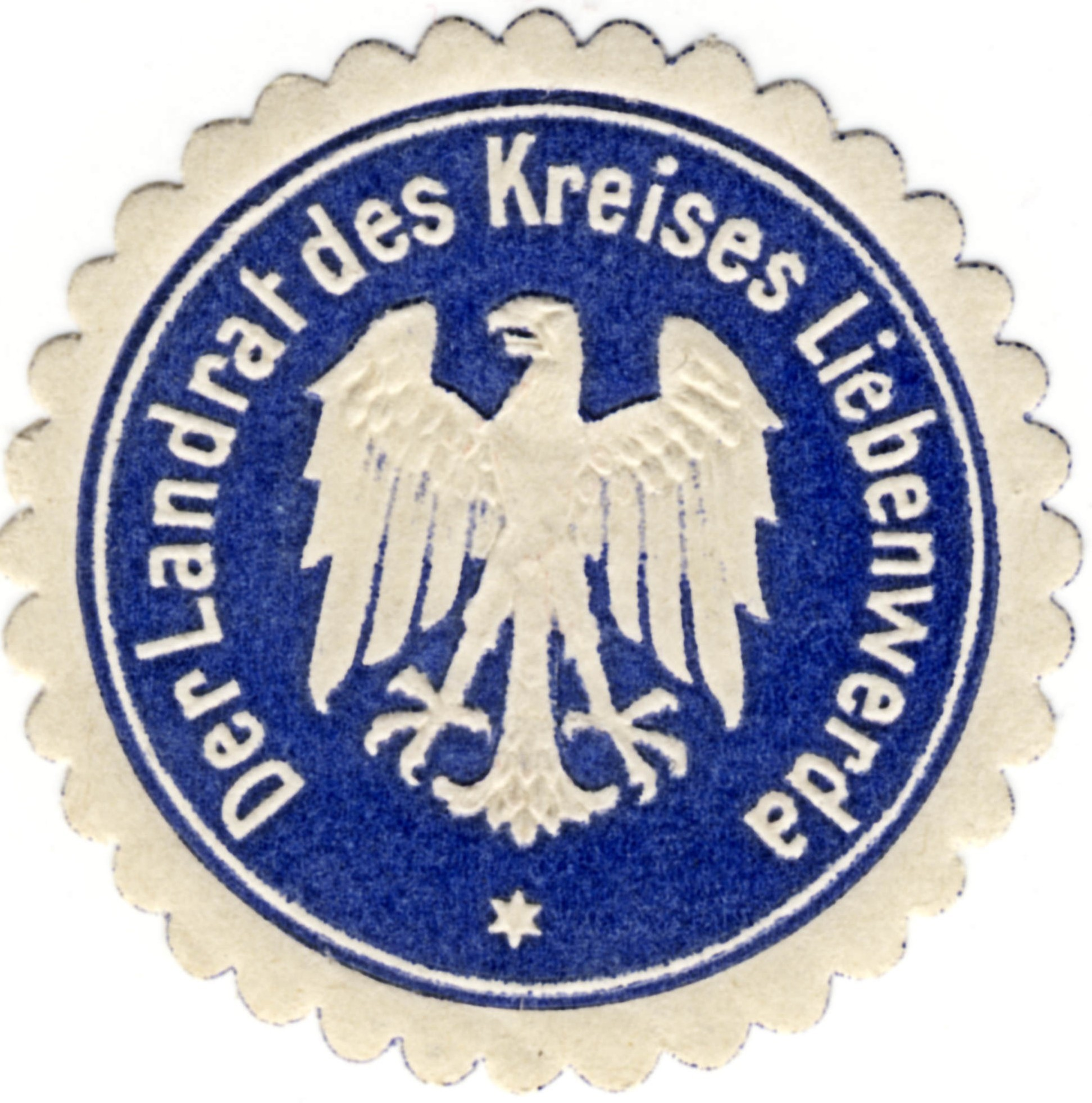
Siegelmarke des Kreises Liebenwerda um 1900

Der Landkreis Liebenwerda, ursprünglich Kreis Liebenwerda, war ein Landkreis, der in der preußischen Provinz Sachsen bzw. im Land Sachsen-Anhalt der SBZ bzw. DDR von 1816 bis 1952 bestand. Kreissitz war Liebenwerda. Das ehemalige Kreisgebiet gehört heute zu den Landkreisen Elbe-Elster und Oberspreewald-Lausitz im Land Brandenburg sowie zu einem kleinen Teil zum Landkreis Nordsachsen in Sachsen.

## Geografie

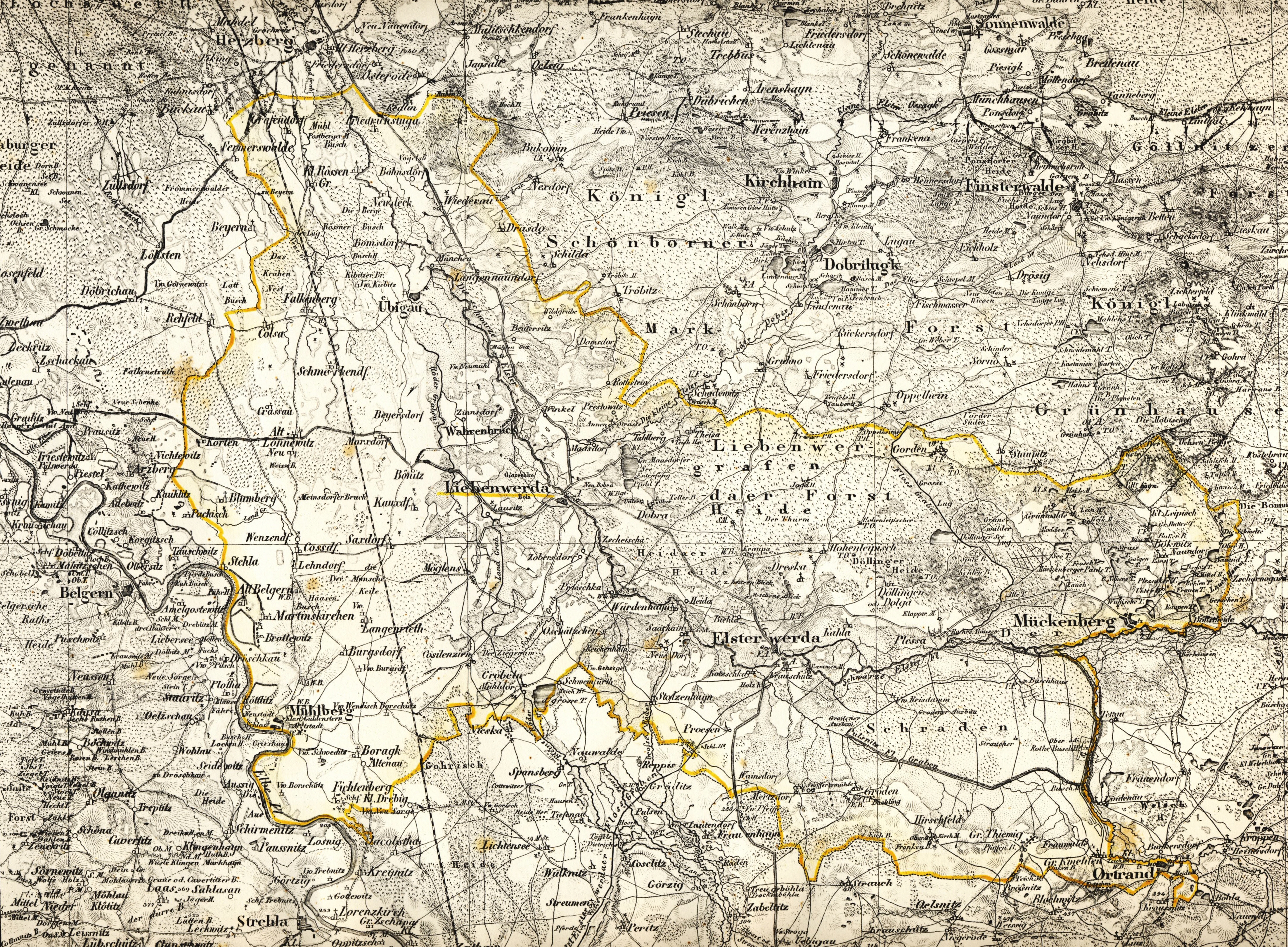
Der Kreis Liebenwerda in der Mitte des 19. Jahrhunderts

Der Kreis Liebenwerda hatte eine Größe von 793 km² und lag im Breslau-Magdeburger Urstromtal circa 120 km südlich von Berlin. Die Schwarze Elster durchquerte den Kreis von Südosten nach Nordwesten. Die Elbe bildete die Grenze im Südwesten. 1907 Hatte der Kreis 63.221 Einwohner und somit eine Bevölkerungsdichte von 80 Einwohner pro Quadratkilometer. Ein Drittel der Bevölkerung war in der Landwirtschaft tätig.
Der Kreis Liebenwerda lag im östlichsten Teil des Regierungsbezirkes Merseburg und somit auch im östlichsten Teil der Provinz Sachsen. Er lag zwischen 51°47' und 51°40' nördlicher Breite und 30°47' und 31°27' östlicher Länge. Im Norden grenzten die Kreise Luckau und Schweinitz, im Westen der Kreis Torgau, im Südwesten die Amtshauptmannschaft Oschatz, im Süden die Amtshauptmannschaft Großenhain, und im Osten die Kreise Hoyerswerda und Calau an den Kreis Liebenwerda.

## Geschichte

### Königreich Preußen
Mit den preußischen Verwaltungsreformen nach dem Wiener Kongress wurde zum 1. Oktober 1816 aus dem Gebiet des sächsischen Amtes Liebenwerda sowie Teilen der sächsischen Ämter Hayn und Mühlberg der Kreis Liebenwerda im Regierungsbezirk Merseburg in der preußischen Provinz Sachsen eingerichtet. Das Landratsamt befand sich in der Stadt Liebenwerda. Im Rahmen einer nachträglichen Korrektur der ursprünglichen Kreisgrenzen wurden die Orte Bahnsdorf, Friedrichsluga, Gräfendorf und Neudeck aus dem Kreis Liebenwerda in den Kreis Schweinitz umgegliedert.

### Norddeutscher Bund/Deutsches Reich
Seit dem 1. Juli 1867 gehörte der Kreis zum Norddeutschen Bund und ab 18. Januar 1871 zum Deutschen Reich. Die Stadt Liebenwerda erhielt 1925 den Beinamen „Bad“, der Kreis behielt aber seinen Namen.
Zum 30. September 1928 fand im Kreis Liebenwerda wie im übrigen Preußen eine Gebietsreform statt, bei der nahezu alle Gutsbezirke aufgelöst und benachbarten Landgemeinden zugeteilt wurden. Seit der Auflösung der Provinz Sachsen zum 1. Juli 1944 gehörte der Kreis zur neuen Provinz Halle-Merseburg, Regierungsbezirk Merseburg.

### Sowjetische Besatzungszone/Deutsche Demokratische Republik
Im Frühjahr 1945 wurde das Kreisgebiet durch sowjetische Truppen besetzt. 1947 erfolgte nach der Auflösung von Preußen die Umbenennung der Provinz Halle-Merseburg in Land Sachsen-Anhalt. Der nunmehr Landkreis Liebenwerda genannte Kreis blieb bestehen. Im Rahmen der Auflösung der Länder in der DDR wurde im Jahre 1952 eine umfassende Kreisreform durchgeführt:
- Die Stadt Uebigau sowie die Gemeinden Bomsdorf, Drasdo, Falkenberg/Elster, Kölsa, Langennaundorf, München/Elster, Schmerkendorf und Wiederau kamen zum Kreis Herzberg im Bezirk Cottbus.
- Die Stadt Ortrand sowie die Gemeinden Frauwalde, Großkmehlen, Grünewalde, Kleinkmehlen, Kleinleipisch und Lauchhammer kamen zum Kreis Senftenberg im Bezirk Cottbus.
- Die Gemeinden Blumberg und Stehla kamen zum Kreis Torgau im Bezirk Leipzig.
- Die übrigen Gemeinden bildeten den Kreis Bad Liebenwerda, der dem Bezirk Cottbus zugeordnet wurde.

### Bodenreform 1945
In den Bodenreformfonds fielen:
- 27 Güter über 100 Hektar (ha) mit 6.490 ha
- 40 Wirtschaften unter 100 ha 1.698 ha
- 3 Staatsgüter mit einer Fläche von 9.393 ha

Das Land wurde verteilt:
- 395 Landarbeiter und landlose Bauern 1.596 ha
- 1001 landarme Bauern 1.853 ha
- 125 Kleinpächter 261 ha
- 178 Umsiedler 1.315 ha
- 567 Industriearbeiter und Angestellte 598 ha
- 86 Bauern mit Land von 5 bis 15 ha erhielten Wald 152 ha
- 41 Landgemeinden erhielten Wald, Bauland, Wege 634 ha
- Städte erhielten 21 ha
- 9 Ausschüsse der Vereinigung der gegenseitigen Bauernhilfe 208 ha
- Provinzialverwaltung erhielt Wald 7.603 ha

Aus den restlichen 1.790 ha wurden folgende Landesgüter gebildet:
- Blumberg-Packisch (ging 1952 zu Kreis Torgau über)
- Neumühl
- Rotes Buschhaus Schraden
- Prieschka
- Teichgut Thalberg

## Einwohnerentwicklung
| Jahr | Einwohner | davon männlich | davon weiblich | Einwohner/km² |
| ---- | --------- | -------------- | -------------- | ------------- |
| 1816 | 25.688    |                |                |               |
| 1840 | 33.484    |                |                |               |
| 1864 | 43.172    |                |                |               |
| 1871 | 43.967    |                |                |               |
| 1875 | 44.722    |                |                |               |
| 1880 | 46.715    |                |                |               |
| 1885 | 47.853    |                |                |               |
| 1907 | 63.221    |                |                |               |
| 1925 | 74.839    |                |                |               |
| 1939 | 88.018    | 44.407         | 43.611         | 111           |
| 1949 | 111.891   | 50.464         | 61.427         | 141           |

## Politik und Verwaltung

### Landräte
| Amtszeit  | Name                                |
| --------- | ----------------------------------- |
| 1816–1843 | Carl Georg Friedrich von Rechenberg |
| 1843–1851 | Friedrich Wilhelm von Rohrscheidt   |
| 1851–1854 | Rauer                               |
| 1854–1885 | Carl Heinrich von Schaper           |
| 1885–1900 | Ernst von Bredow                    |
| 1901–1904 | Friedrich Wilhelm von Obernitz      |
| 1904–1920 | Claus von Borcke                    |
| 1920–1925 | Max Vogl                            |
| 1925–1945 | Georg Röhrig                        |
| 1945–1949 | Paul Paulick                        |
| ab 1949   | Paul Gasche                         |

### Wahlen
| Name d. Wahl   | Wahljahr         | KPD            | SPD             | DNVP   | DVP    | NSDAP  |       |
| -------------- | ---------------- | -------------- | --------------- | ------ | ------ | ------ | ----- |
| Reichstagswahl | 1919             | –              | 11.481          | 4.006  | 1.924  | –      |       |
| Reichstagswahl | 1920             | 914            | 5.164           | 7.219  | 4.480  | –      |       |
| Reichstagswahl | 1924             | 7.197          | 7.349           | 10.770 | 4.322  | 975    |       |
| Reichstagswahl | 1928             | 7.339          | 8.806           | 6.589  | 3.619  | 1.222  |       |
| Reichstagswahl | 1930             | 10.087         | 8.450           | 2.332  | 3.598  | 7.252  |       |
| Reichstagswahl | 31.07.1932       | 8.564          | 3.503           | 4.006  | 562    | 20.490 |       |
| Reichstagswahl | 06.11.1932       | 7.568          | 4.406           | 4.006  | 1.109  | 17.734 |       |
| Name d. Wahl   | Tag der Wahl     | Wahlberechtigt | Wahlbeteiligung | SED    | LDP    | CDU    | VdgB  |
| Kreistagswahl  | 20. Oktober 1946 | 71.016         | 93,5 %          | 23.758 | 14.168 | 21.699 | 2.611 |
| Landtagswahl   | 20. Oktober 1946 | 71.008         | 93,7 %          | 23.912 | 14.250 | 21.765 | 2.600 |

### Wappen

Wappen Kreis Liebenwerda

Das Wappen trägt auf silbernem Schild einen schwarzen Wellenquerbalken, dem in der Mitte das Wappenbild der alten Markgrafschaft Meißen – ein schwarzer, aufrecht stehender Löwe mit roter Zunge auf goldenem Grund – aufgelegt ist. Der Oberteil des Wappens zeigt vier, der Unterteil drei Türme.
Die sieben im Wappen dargestellten Burgen Mückenberg, Elsterwerda, Saathain, Würdenhain, Liebenwerda, Wahrenbrück und Uebigau sind auf dem linken Ufer der Schwarzen Elster zur Landsicherung vor etwa 800 Jahren entstanden. Spuren dieser einst mächtigen Burgen sind heute noch in den Schlössern von Mückenberg, Saathain, Elsterwerda, Übigau und dem Lubwartturm in Bad Liebenwerda zu erkennen. Die Burgen von Wahrenbrück und Würdenhain sind urkundlich nachweisbar, aber heute jedoch gänzlich verschwunden.
Der schwarze Wellenbalken deutet auf die Schwarze Elster als Schicksalsfluss des Kreises hin, und das Wappen der alten Markgrafschaft bringt die Zugehörigkeit des Kreisgebietes zur Markgrafschaft Meißen zum Ausdruck.
Das Wappen wurde nach Ideen von Geschichtsfreunden und Heimatforschern im Staatsarchiv Magdeburg gefertigt. Das Wappen ist heute kein amtliches Wappen mehr und wird von der Arbeitsgemeinschaft für Heimatkunde e. V. in Bad Liebenwerda als Vereinswappen genutzt.

### Verwaltungsstruktur

Das Kreishaus in Liebenwerda um 1905

Der Kreis Liebenwerda gliederte sich in Städte, in Landgemeinden und – bis zu deren nahezu vollständigen Auflösung im Jahre 1928 – in Gutsbezirke. Mit Einführung der Deutschen Gemeindeordnung vom 30. Januar 1935 trat zum 1. April 1935 im Deutschen Reich eine einheitliche Kommunalverfassung in Kraft, wonach die bisherigen Landgemeinden nun als Gemeinden bezeichnet wurden. Diese waren in Amtsbezirken zusammengefasst.
Zuständig für die drei Amtsgerichte in Liebenwerda, Elsterwerda und Mühlberg waren das Landgericht Torgau und das Oberlandesgericht Naumburg. Das Finanzamt Liebenwerda unterstand dem Landesfinanzamt Magdeburg.
Die Militärverwaltung des Kreises Liebenwerda unterstand nach 1885 dem IV. Armee-Korps (Generalkommando Magdeburg). Mit Gründung der Wehrmacht 1935 gehörte das Wehrmeldeamt des Kreises zum Wehrbezirk Großenhain im Wehrkreis IV (Wehrersatzbezirk Dresden).
Die katholischen Kirchengemeinden unterstanden seit 1821 dem Bistum Paderborn, genauer dem Bischöflichen Kommissariat Magdeburg. Landeskirche der evangelischen Gemeinden war die Evangelische Kirche der altpreußischen Union, speziell die Kirchenprovinz Sachsen.
Bis 1919 bestanden die folgenden Verwaltungsbehörden:
Königliches Landratsamt
- 1 Landrat
- 2 Kreisdeputierte
- 1 Kreissekretär
- 1 Kreisassistent
- 1 Kreisbote
- 1 Kreisarzt / 1 Kreistierarzt

Vorsitzender der Einkommenssteuerveranlagungskommission, des Schätzungsausschusses der Steuerausschüsse der Gewerbesteuerklassen III und IV im Kreise Liebenwerda
- 1 Vorsitzender (i. d. R. Landrat)
- 1 Stellvertreter
- 1 Steuersekretär
- 1 Steuersupernumerar

Königliche Kreiskasse in Liebenwerda
- 1 Rentmeister

Königliches Katasteramt in Liebenwerda
- 1 Katasterkontrolleur
- 1 Katasterzeichner

Königliches Hochbauamt in Torgau
- 1 Kreisbauinspektor

Kreiskommunalverwaltung
- 1. Kreistag

Vorsitzender: Landrat
Kreistagsabgeordnete
A. Aus dem Wahlverbande der Städte (ca. 6)
B: Aus dem Wahlverbande der Landgemeinden (ca. 11)
C. Aus dem Wahlverbande der größeren ländlichen Gutsbesitzer (ca. 11)
- 2. Kreisausschuß

1 Vorsitzender, (ca. 6 Mitglieder)
1 Kreisausschußsekretär
1 Kreiswegebaumeister
1 Kreiswiesenbaumeister
1 Kreisausschußassiistent
Kreiskommunalkasse
- 1 Rendant

Kreissparkasse
- 1 Redant
- 1 Kontrolleur
- 1 Kreissparkassenassistent
- 3 Mitglieder Kuratorium

Kreiskommission der Landfeuersozietät im ehemaligen Herzogtum Sachsen
- 1 Kreisdirektor
- 1 Kommissar

Kommissionen
- Einkommensteuerveranlagungskommission (5–6 gewählte und ernannte Mitglieder)
- Schätzungsausschuß für die Ergänzungssteuer (4–6 gewählte und ernannte Mitglieder)
- Steuerausschüsse der Gewerbesteuerklassen II und IV. (ca. 5 Mitglieder je Klasse, 5 Stellvertreter je Klasse)
- Gebäudesteuerveranlagungskommission (1 Vorsitzender, 2 Mitglieder)
- Ersatzkommission (1 Militärvorsitzender, 1 Zivilvorsitzender, 4 Mitglieder)
- Sachverständige zur Abschätzung der bei Truppenübungen entstandenen Flurbeschädigungen (6 Mitglieder)
- Pferdeaushebungskommission

für Aushebungsbezirk Liebenwerda (3 Taxatoren mit 3 Stellvertreter)
für Aushebungsbezirk Elsterwerda (3 Taxatoren mit 3 Stellvertreter)
- Kommission zur Feststellung der Belegungsfähigkeit auf Grund des Quartierleitungsgesetzes
- Schiedsmänner in Viehseuchenangelegenheiten (ca. 51 Schiedsmänner)
- Körungskommission für Bullen

für das Schauamt Elsterwerda (1 Vorsitzender, 1 stellv. Vorsitzende, 3+1 Mitglieder)
für das Schauamt Liebenwerda (1 Vorsitzender, 1 stellv. Vorsitzende, 3+1 Mitglieder)

## Städte, Gemeinden und Gutsbezirke
Bei den Städten und Gemeinden des Kreises ist, soweit bekannt, die erste urkundliche Erwähnung und damalige Bezeichnung angegeben.

### Stand 1952
| - Altenau, "Alzena", 1234 - Bad Liebenwerda, Stadt, "Livenwerde" 1231 - Beiersdorf, "Beyiersdorf" zwischen 1251 - Beutersitz, "Bitirscheit" zwischen 1300 und 1311 - Blumberg, "Blumenberg", 1251 - Bönitz, "Boimitz", 1. Oktober 1202 - Bomsdorf, "Bomstorph", 1384 - Brottewitz, "Brotewiz", 21. Januar 1230 - Burxdorf, "Burghardstorf", 1411 - Dobra, "Dubraw", 1422 - Döllingen, "Dolgau", 1388 - Domsdorf "Domastorf", 30. Juni 1323 - Drasdo "Drozedowe" 1335 - Dreska, 1406 - Elsterwerda, Stadt, "Elsterwerden" 14. März 1211 - Falkenberg/Elster, "Valkinberg", 10. August 1346 - Fichtenberg, "Vichtimberg", 1280 - Frauwalde - Gorden, "Gordan" 22. September 1297 - Gröden, "Groden", 1346 - Großkmehlen, "Gmelin magnum", 1406 - Großthiemig, "Tymenigk magnum", 1406 - Grünewalde, "Grunwalt", 1467 - Haida, "Heide", 1443 - Hirschfeld, 1446 - Hohenleipisch, "Lubs", 18. Dezember 1346 - Kahla, "Kauwell", 1406 - Kauxdorf, "Cucusdorf", 1234 - Kleinkmehlen - Kleinleipisch, "Leipisch", 1467 - Kölsa, "Colsowe", 1384 - Kosilenzien, "Gostanewitz", 1422 - Koßdorf "Costendorp", 23. Juli 1234 - Kotschka, "Kotzkaw", 1456 - Kraupa, " villa Crub", 1398 - Kröbeln "Kroblin" 1289 - Langennaundorf | - Langenrieth, "Langenrit", 1323 - Lauchhammer - Lausitz, "Lusiz", 1197 - Maasdorf, "Mannstorf", 1376 - Martinskirchen, "Mertinskirche", 1251 - Marxdorf, "Marggrevindorf" 1231 - Merzdorf, 1406 - Möglenz, "Mogelenc", 1243 - Mühlberg, Stadt, "Molberch" 28. Januar 1228 - München/Elster - Neuburxdorf - Ortrand, Stadt, 1238 - Oschätzchen, "Oschatzgen" 1325 - Plessa, "Ples", 1395 - Prestewitz, "Wristewiz", 30. Juni 1323 - Prieschka, "Brissigk", 1325 - Prösen, "Brezit", 1406 - Reichenhain, "Rychinheyn", 1335 - Rothstein, "Rotinstein" zwischen 1300 und 1311 - Saathain, "Saathim", 1140 - Saxdorf, "Sakistorp", 12. Januar 1230 - Schmerkendorf - Schraden 1929 - Stehla, "Stele", 7. März 1235 - Stolzenhain 1406 - Thalberg, um 1794 - Theisa, "Cisowe", 1. Oktober 1202 - Uebigau, Stadt, "Ubigowe", 1235 - Wahrenbrück, "Wardenbrucke", 20. Februar 1199 - Wainsdorf, 1406 - Wiederau, "Widdra", 1504 - Wildgrube, "Wiltgrube", zw. 1300 und 1300 - Winkel, "Winkil", zwischen 1300 und 1311 - Würdenhain, "Werdenhayn", 1348 (1346) - Zeischa, "Czschisaw", 1391 - Zinsdorf, "Cendorf", zwischen 1275 - Zobersdorf, "Czobersdorff", 1376 |

### Vor 1952 aufgelöste Gemeinden
- Altbelgern, zu Martinskirchen,  "Altenbelgern", 1240
- Biehla, 1940 zu Elsterwerda, "Bele" 1267
- Bockwitz, 1950 zu Lauchhammer, "Buckuwitz", 28. November 1267
- Boragk, 1939 zu Altenau "Bore" 1251
- Dolsthaida, 1950 zu Lauchhammer
- Köttlitz, 1940 zu Mühlberg, "Kethelitz" 1251
- Krauschütz, 1940 zu Elsterwerda, "Krawschwitz", 1406
- Lehndorf, 1938 zu Koßdorf, "Lengendorph", 1251
- Lönnewitz, 1950 zu Koßdorf,  "Lonewiz", 1251
- Mückenberg, 1950 zu Lauchhammer
- Naundorf, 1929 zu Lauchhammer
- Seifertsmühl, 1939 zu Merzdorf
- Weinberge bei Liebenwerda, 1939 zu Bad Liebenwerda
- Weinberge bei Mühlberg, 1940 zu Mühlberg
- Wenzendorf, 1938 zu Koßdorf, "Wencendorp", 21. Januar 1230

### Vor 1928 aufgelöste Gutsbezirke
| - Borschütz, "Bursluwicz" 1277 - Güldenstern - Kötten, "Köthin" 1242 - Lehnsmühl - Neumühl, 2. Oktober 1248 - Packisch, "Packubusch", 1244 - Schönau - Tauschwitz |

Nach 1928 verblieben die beiden gemeindefreien Gutsbezirke Amtsheide und Forst Liebenwerda im Kreis.

## Verkehr
Durch das Kreisgebiet verlief schon seit dem Mittelalter in west-östlicher Richtung die Niederstraße. Bei Wahrenbrück führte eine weitere Straße über Herzberg nach Norden. Bei Elsterwerda führte eine Straße aus Gross Hayn weiter in nördliche Richtung über Dobrilugk. 1827 eröffnete Preußen die Staatschaussee Nr. 62, welche von Jüterbog nach Dresden durch das Kreisgebiet führte.
Mit dem zunehmenden Ausbau des Schienennetzes entstanden neue wirtschaftlich wichtige Knotenpunkte. So gewann das Straßendorf Falkenberg/Elster schnell an Bedeutung mit dem Bau der Bahnstrecke Jüterbog–Röderau 1848. Ortrand bekam 1870 einen Bahnhof an der Bahnstrecke Großenhain–Cottbus. Von Falkenberg/Elster ging 1874 die Falkenberg–Kohlfurt, welche die Kreisstadt Liebenwerda mit Biehla an das niederschlesische Kohlfurt anband. Elsterwerda folgte 1875 mit dem Bau der Bahnstrecke Berlin–Dresden.
Die preußische Provinzialregierung versuchte Pläne für eine Regulierung der Schwarzen Elster zu entwickeln, die aber erst 1863 endgültig umgesetzt werden konnten. Dennoch gelang es nicht die Schwarze Elster wirtschaftlich sinnvoll schiffbar zu machen. Schon Detlev Carl von Einsiedel hatte versucht mit Schiffen über die Schwarze Elster Raseneisen, bzw. Braunkohle zu transportieren.